# Парадокс субмарини
Парадокс субмарини (іноді називають парадоксом Архімеда або парадоксом Сапплі) — уявний експеримент у рамках теорії відносності Ейнштейна, що приводить до парадокса, який важко розв'язати.
Відповідно до спеціальної теорії відносності Ейнштейна, з точки зору нерухомого спостерігача розміри об'єкта, що рухається зі швидкістю, близькою до швидкості світла, зменшуються в напрямку руху. Однак з точки зору об'єкта, навпаки, саме нерухомі спостерігачі здаються коротшими.
Якщо припустити, що якась субмарина рухається під водою зі швидкістю, близькою до швидкості світла, нерухомим спостерігачам вона здасться сплюснутою. Густина її, відповідно, повинна збільшитися, що неодмінно потягне її на дно. Але з точки зору об'єкта, що перебуває на борту субмарини, екіпажу — все сприймалося б з точністю до навпаки: вода навколо них стискається, а значить стає більш щільною і виштовхує човен на поверхню.
Теорія відносності каже, що правильним є перше припущення — підводний човен потоне. Вчені пояснюють парадокс по-різному. На шари і на човен діє маса факторів, які потребують обов'язкового врахування для успішного вирішення цього парадоксу. Тут і збільшення впливу гравітації на човен, який потягне його вниз, і спотворення форми шарів води вгору (вони «задираються» з точки зору субмарини через порушення одночасності початку прискорення).
У 1989 році Джеймс Сапплі вирішив цей парадокс з використанням спеціальної теорії відносності. На честь нього цю задачу називають також «Парадокс Сапплі».
У 2003 році бразилець Джордж Матсас з Сан-Паулу розглянув цей парадокс, використовуючи загальну теорію відносності. Обидва вчених дійшли однакового висновку: субмарина буде занурюватися.

## Суть роз'яснення
Весь розгляд можна вести в рамках спеціальної теорії відносності, переходячи в рухому систему відліку, що рухається з прискоренням (у якій зручно ввести координати Ріндлера). Простіше, однак, розглянути все з інерціальної системи відліку, де прискорення рідини викликається будь-якою причиною, наприклад, рідина електрично заряджена і перебуває в електричному полі, або її підпирає стінка, що рухається з прискоренням. Важливо, що ця причина не прискорює субмарину — наприклад, підводний човен нейтрально заряджений або не контактує зі стінкою. Обмежимося початковим моментом часу, коли рідина в спокої, а швидкість субмарини дорівнює 0 для «нерухомого» випадку, і {\displaystyle v} (з відповідним {\displaystyle \gamma =1/{\sqrt {1-v^{2}/c^{2}}}}) для «рухомого».
З точки зору інерціальних спостерігачів прискорення підводного човна (не важливо, у спокої або в русі) викликається передачею імпульсу від молекул рідини до молекул підводного човна — це мікроскопічне визначення тиску. Ця передача пропорційна площі поверхні рідини, що контактує з субмариною, і відповідно зменшується в {\displaystyle \gamma } раз при скороченні підводного човна через його рух. Тому передача імпульсу дорівнює {\displaystyle {\frac {dp_{0}}{dt}}} для «нерухомої» субмарини, і {\displaystyle {\frac {dp}{dt}}={\frac {1}{\gamma }}{\frac {dp_{0}}{dt}}} для «рухомої». Тепер нескладно обчислити прискорення, які отримують субмарини в початковий момент: для «нерухомого» підводного човна це буде величина, що за умовою збігається з прискоренням рідини
{\displaystyle a_{0}={\frac {1}{m}}{\frac {dp_{0}}{dt}},}
де {\displaystyle m} — маса субмарини, а для «рухомого»
{\displaystyle a={\frac {1}{\gamma m}}{\frac {dp}{dt}}={\frac {1}{\gamma ^{2}m}}{\frac {dp_{0}}{dt}}={\frac {a_{0}}{\gamma ^{2}}},}
де враховано, що підводний човен прискорюється перпендикулярно напряму свого руху. Як видно, прискорення «рухомої» субмарини менше, ніж нерухомої — вона потоне.
Тепер розглянемо ситуацію в системі відліку, де підводний човен «нерухомий», але рухається рідина. Щільність рідини через її релятивістське скорочення зросте, що збільшить силу Архімеда в {\displaystyle \gamma } раз, тобто передача імпульсу стане дорівнює {\displaystyle {\frac {dp'}{dt'}}=\gamma {\frac {dp_{0}}{dt}}}, що викличе прискорення субмарини
{\displaystyle a_{s}'={\frac {1}{m}}{\frac {dp'}{dt'}}=\gamma a_{0}.}
Однак при переході в цю інерційну систему відліку прискорення рідини також зміниться. Виділивши в рідині деякий рівень, маємо у вихідній системі його рівняння руху {\displaystyle z=a_{0}t^{2}/2}, а в новій, згідно з перетворенням Лоренца для розташування підводного човна {\displaystyle x=vt\Rightarrow t=\gamma t'}, отримуємо {\displaystyle z'=z=a_{0}t^{2}/2=a_{0}\gamma ^{2}t'^{2}/2=a't'^{2}/2,} тобто прискорення рівня рідини, який вимірюється з субмарини, так само {\displaystyle a_{l}'=\gamma ^{2}a_{0}}. Воно більше прискорення підводного човна — він потоне.
Точно такий же результат виходить, якщо взяти правильне рівняння гіперболічного руху {\displaystyle z=c/a{\sqrt {c^{2}a^{2}t^{2}}}-c^{2}/az_{0}} замість наближеного, правильного лише поблизу {\displaystyle t=0} {\displaystyle z=a_{0}t^{2}/2}. Є ще певний ефект, пов'язаний з порушенням одночасності прискорення різних частин рідини відносно системи відліку субмарини, але він може бути зведений до величини, якою можна знехтувати, вибором малого прискорення та/або розміру субмарини в напрямку руху.